# Jonas Eriksson (biathlon)
Pour les articles homonymes, voir Eriksson.
Erik Jonas Eriksson, né le 21 décembre 1970 à Karlstad, est un biathlète suédois.

## Biographie
Il commence le biathlon en 1988 et est licencié au SK Bore.
Jonas Eriksson fait ses débuts internationaux en 1991, prenant part aux Championnats du monde à Lahti.
Il marque ses premiers points dans la Coupe du monde à Oberhof, où il est 19e du sprint, puis troisième de la course par équipes, enregistrant son unique podium à cette occasion. 
Il participe au relais des Jeux olympiques d'hiver de 1998, se concluant au dixième rang pour les Suédois.

## Palmarès

### Jeux olympiques d'hiver
| Épreuve / Édition | Individuel | Sprint | Relais |
| ----------------- | ---------- | ------ | ------ |
| JO 1998 Nagano    | -          | -      | 10e    |

### Championnats du monde
| Épreuve / Édition        | individuel | Sprint | Poursuite                        | Départ en masse                  | Relais | Course par équipes |
| Mondiaux 1991 Lahti      | 64e        | 55e    | Épreuve inexistante à cette date | Épreuve inexistante à cette date | -      | -                  |
| Mondiaux 1995 Antholz    | 26e        | 66e    | Épreuve inexistante à cette date | Épreuve inexistante à cette date | 6e     | 9e                 |
| Mondiaux 1996 Ruhpolding | 29e        | 34e    | Épreuve inexistante à cette date | Épreuve inexistante à cette date | 9e     | -                  |
| Mondiaux 1997 Osrblie    | -          | 44e    | 32e                              | Épreuve inexistante à cette date | -      | -                  |

### Coupe du monde
- Meilleur classement général : 63e en 1996.
- Meilleur résultat individuel : 18e.
- 1 podium par équipes : 1 troisième place.